# Adeonellopsis hexangularis
Adeonellopsis hexangularis is een mosdiertjessoort uit de familie van de Adeonidae. De wetenschappelijke naam van de soort is, als Adeonella hexangularis, voor het eerst geldig gepubliceerd in 1920 door Okada.